# Ruff Imre
Ruff Imre, (Főherceglak (Kneževo), Jugoszláv Királyság, ma Horvátország, 1938. augusztus 4. – Budapest, 1990. március 1.) magyar vegyész. 

## Életpályája
A drávaszögi Főherceglakon született, ahol alapfokú tanulmányait végezte, majd a mohácsi Kisfaludy Károly Gimnáziumban érettségizett 1957-ben. Még ez évben beiratkozott a budapesti Eötvös Loránd Tudományegyetem vegyészkarára, ahol 1962-ben szerzett diplomát.
Az 1962/63-as akadémiai évben tanársegéd lett a budapesti Technikai-Kémiai Intézetben, majd 1963-tól az ELTE tanársegéde. A nemzetközi hírű tudós, Burger Kálmán volt a mentora. 1965-től intenzíven kutatta az elektromágneses reakciókat is. Több magyar nyelvű és nemzetközi publikáció fűződik a nevéhez.